# 格利德爾山
66°57′S 50°27′E / 66.950°S 50.450°E
格利德爾山是南極洲的山峰，位於阿蒙森灣以東，海拔高度560米，該山峰在1956年10月由澳大利亞的探險隊被發現，以莫森站的廚師命名。